# Švicarski frank
Švicarski frank je uradna valuta Švice, z uradno ISO oznako CHF. Kot uradno valuto ga uporabljajo tudi v Lihtenštajnu. 
En frank je razdeljen na 100 rapov (nemško Rappen, francosko centimes, italijansko centesimi).